# Lespesia rectinervis
Lespesia rectinervis là một loài ruồi trong họ Tachinidae.